# 最後一場電影
《最後一場電影》（英語：The Last Picture Show）是1971年的一部美國電影。導演是彼得·博格丹诺维奇，電影改編自1966年Larry McMurtry的同名小說。

## 外部連結
- 開眼電影網上《最後一場電影》的資料（繁體中文）
- 豆瓣电影上《最後一場電影》的資料 （简体中文）
- 时光网上《最後一場電影》的資料（简体中文）
- AllMovie上《最後一場電影》的资料（英文）
- 爛番茄上《最後一場電影》的資料（英文）
- Box Office Mojo上《最後一場電影》的資料（英文）
- TCM电影资料库上《最後一場電影》的资料（英文）
- 互联网电影数据库（IMDb）上《最後一場電影》的资料（英文）